# Jetbull futsal liga 2010/2011
V soubojích 19. ročníku 1. české futsalové ligy 2010/11 (sponzorským názvem Jetbull futsal liga) se utkalo v základní části 12 týmů dvoukolovým systémem podzim - jaro. Do vyřazovací částí postoupilo prvních osm týmů v tabulce. Nováčky soutěže se staly týmy SK Indoss Plzeň (vítěz 2. ligy – sk. Západ) a SKP Likop Třinec (vítěz 2. ligy – sk. Východ). Vítězem základní části soutěže se stal tým FK ERA-PACK Chrudim. Sestupujícími se staly týmy Kajot Helas Brno a SKP Likop Třinec. Po sezóně se ze soutěže odhlásil tým CC Jistebník, který se pro sezónu 2011/12 přihlásil do Divize F. Vítězem soutěže se stal tým FK ERA-PACK Chrudim, který ve finále porazil tým FC Balticflora Teplice 3:1 na zápasy.

## Kluby podle krajů
- Praha (2): Bohemians 1905 Praha, SK Slavia Praha
- Středočeský (1): FC Benago Zruč nad Sázavou
- Plzeňský (1): SK Indoss Plzeň
- Ústecký (1): FC Balticflora Teplice
- Pardubický (3): FK ERA-PACK Chrudim, FC Torf Pardubice, 1. FC Nejzbach Vysoké Mýto
- Jihomoravský (2): Kajot Helas Brno, FC Tango Brno
- Moravskoslezský (2): CC Jistebník, SKP Likop Třinec

## Základní část
| Poř. | Tým                        | Z  | V  | R | P  | VG  | OG  | B  |
| ---- | -------------------------- | -- | -- | - | -- | --- | --- | -- |
| 1.   | FK ERA-PACK Chrudim        | 22 | 21 | 0 | 1  | 184 | 42  | 63 |
| 2.   | FC Balticflora Teplice     | 22 | 15 | 3 | 4  | 109 | 64  | 48 |
| 3.   | FC Benago Zruč nad Sázavou | 22 | 12 | 2 | 8  | 88  | 72  | 38 |
| 4.   | FC Tango Brno              | 22 | 11 | 4 | 7  | 91  | 74  | 37 |
| 5.   | Bohemians 1905 Praha       | 22 | 10 | 2 | 10 | 73  | 87  | 32 |
| 6.   | 1. FC Nejzbach Vysoké Mýto | 22 | 10 | 0 | 12 | 78  | 91  | 30 |
| 7.   | FC Torf Pardubice          | 22 | 9  | 2 | 11 | 92  | 86  | 29 |
| 8.   | SK Slavia Praha            | 22 | 9  | 2 | 11 | 62  | 78  | 29 |
| 9.   | CC Jistebník               | 22 | 7  | 5 | 10 | 65  | 99  | 26 |
| 10.  | SK Indoss Plzeň            | 22 | 7  | 3 | 12 | 77  | 114 | 24 |
| 11.  | Kajot Helas Brno           | 22 | 4  | 2 | 16 | 61  | 112 | 14 |
| 12.  | SKP Likop Třinec           | 22 | 4  | 1 | 17 | 55  | 116 | 13 |

Poznámky
- Z = Odehrané zápasy; V = Vítězství; R = Remízy; P = Prohry; VG = Vstřelené góly; OG = Obdržené góly; B = Body

|  | Postup do vyřazovací části soutěže      |
|  | Klub se po sezóně přihlásil do Divize F |
|  | Sestup do příslušné skupiny 2. ligy     |

## Vyřazovací část

### Čtvrtfinále
| Tým A                      | Výsledek série | Tým B                      | Výsledky jednotlivých zápasů |
| -------------------------- | -------------- | -------------------------- | ---------------------------- |
| FK ERA-PACK Chrudim        | 3:0            | SK Slavia Praha            | 6:0, 7:0, 5:0                |
| FC Balticflora Teplice     | 3:0            | FC Torf Pardubice          | 6:2, 7:3, 5:2                |
| 1. FC Nejzbach Vysoké Mýto | 0:3            | FC Benago Zruč nad Sázavou | 2:6, 1:2pp, 3:5              |
| FC Tango Brno              | 3:2            | Bohemians 1905 Praha       | 8:3, 4:8, 11:4, 5:7, 5:4     |

### Semifinále
| Tým A                  | Výsledek série | Tým B                      | Výsledky jednotlivých zápasů |
| ---------------------- | -------------- | -------------------------- | ---------------------------- |
| FK ERA-PACK Chrudim    | 3:0            | FC Tango Brno              | 4:3pp, 7:5, 10:1             |
| FC Balticflora Teplice | 3:0            | FC Benago Zruč nad Sázavou | 10:3, 9:2, 11:3              |

### Finále
| Tým A               | Výsledek série | Tým B                  | Výsledky jednotlivých zápasů |
| ------------------- | -------------- | ---------------------- | ---------------------------- |
| FK ERA-PACK Chrudim | 3:1            | FC Balticflora Teplice | 5:3, 5:4pp, 4:5, 8:3         |

## Vítěz
| Jetbull futsal liga 2010/11 FK ERA-PACK Chrudim (7. titul) |